# فرهنگ‌های سکایی
مردمان با فرهنگ‌های سکایی (انگلیسی: Scythian cultures) ازجمله تیره‌های باستانی تأثیرگذار تاریخی بودند که ارزشمندی بسزا داشته‌اند امّا نحوهٔ پیشامدهای در تاریخ باستان به گونه‌ای پیش رفت که درنهایت این قوم کهن در میان مردمان پیرامون خود مضمحل شدند و دیگر نشانی از آنها به‌جز اشارات پراکنده‌ای در کتب باستانی باقی نماند؛ که همانا سبب اصلی این امر را باید در ویژگی سرشتی مردم سکا یعنی بیابان‌گردی و نداشتن وطن معین دید. ارّابه‌های سرپوشیده سکاها به منزله خانه همیشگی آنها بوده است و مردان سکایی که، پیوسته به این‌سو و آن‌سو می‌تاختند، شب‌هنگام به ارّابه‌های خود بازمی‌گشتند. قوم سکایی، نهایت با باشندگان سرزمین‌هایی که در آنجا بودن داشتند، درآمیختند. فعل‌وانفعالاتی در شرق فلات ایران به شکل آمیزش اندک اندکی و درنهایت به یک پارچگی ماساژت‌های سکا و ترک‌ها انجامید، و در ناحیه زرنگ و میان پهنه ایران نیز، درهم آمیختن پارت‌ها و طایفه «سکاهای هوم‌نوش» روی داد. تیراندازی و کمانداری بر روی اسب از نوآوری‌ها و ویژگی‌های بنیادین سکاها و فرهنگ سکایی به شمار می‌رفت.
واژهٔ یونانی برابر با سکا، " skuthai " به معنی "پیاله" (مانند پیالهٔ آب) است و از قول هرودوت آمده است که «سکاها همواره همراه خود پیاله‌ای داشته‌اند»، معانی دیگری نیز مانند "سگ" برای این نام در منابع ایران‌شناسی قید شده است. سکاها صرف‌نظر از محلی که در آن جای می‌گرفتند، ویژگی‌های مشترکی داشتند که فرهنگ مشترک همهٔ آنها به‌شمار می‌رفت و همین رفتارها بود که این قوم پخش‌شده در سرزمین‌های گوناگون را زیر عنوان مشترک «سکایی» قرار می‌دهد. آثار هنری کشف‌شده از گورستان‌های پهنه جغرافیایی بسیار وسیع و گستردهٔ سکاها، همگی نشان‌گر از گونه‌ای همبستگی فرهنگی میان این تیره‌های گوناگون است؛ از این رو تصوّر منشأ یکی نژادی بر همه آنها دارای توجیهات منطقی و علمی و مستند است. شاخصهٔ این قوم، مهارت در کمانداری بوده است و آیین نبرد سگاها که بر پایهٔ جنگ‌وگریز و فریب طرف مقابل بوده است.

## جایگاه اسب در فرهنگ سکایی
شیوه زندگی سگاها مبتنی بر جنگ و بیابان‌گردی و در تاخت‌وتاز همیشگی بوده و اسب جزء جدانشدنی از زندگی قوم سکا (یا سگزی) به‌شمار می‌رفته است. آنها جزء نخستین مردمانی بودند که به رام کردن و پرورش اسب پرداختند و آیین نبرد و به‌ویژه تیراندازی و کمانداری بر روی اسب نیز از ابتکارات این قوم به شمارمی‌رود. رایزنی رستم با اسب خود (رخش) و نقش تعیین‌کننده اسب در نبرد با دیوان، دقیقاً نشانه و نمونه‌ای از جایگاه برجسته اسب در میان مردمان سکایی است. در داستان‌های شاهنامه فردوسی پیروزی‌های رستم وابسته به فراست و توانایی اسبش است و مرگ او زمانی فرامی‌رسد که به وضعیت اسبش بی‌اعتنایی می‌کند.

## نشانه‌های سکایی در نام‌های جغرافیایی امروز ایران
نشانه‌هایی از واژه «سگزی» در جغرافیای امروز ایران دیده می‌شود، ازجمله نام شهری در پیرامون شهرستان اصفهان، که دشت نزدیک آن نیز امروزه به نام دشت سگزی شهرت دارد.

## سه شاخه اصلی مردمان سکایی

### اسکیتث‌ها
اسکیتث‌ها گروه‌هایی خون‌ریز و راهزن و جنگ‌آور بودند و به اقتضای زندگی بیابانی و کوچ‌نشینی مرتباً به همسایگان خود یورش می‌بردند و با غارت مردمان یکجانشین مانند مادها و پارس‌ها و آشوریان روزگار خود را می‌گذراندند. به گفته هرودوت در زمان «هووخشتره»، دومین پادشاه ماد (۶۳۳–۵۸۵ ق. م)، اسکیتث‌ها به قلمرو مادها حمله‌ور شدند و با شکست دادن مادها به مدّت ۲۸ سال (از ۶۵۳ تا ۶۲۵ ق. م) در آسیای غربی فرمانروایی داشتند؛ امّا سرانجام با تدبیر هووخشتره، اسکیت‌های مهاجم به کنار رانده شدند. ازجمله اقدامات هووخشتره اینکه او یکی از فرماندهان سکاها و سردارانش را به یک بزم فراخواند و همه را یکجا مسموم و کشت و با این دست کارها مادها مجدداً زمام امورشان را به‌دست گرفتند.

### ماساژت‌ها
ماساژت‌ها در آسیای مرکزی (سغد) می‌زیستند و در ناحیه‌ای میان دو رود آمودریا و سیردریا در شمال خوارزم را گذران زندگی می‌کردند. زیستگاه آنها در مصب سیردریا قرار داشت که اکنون دیگر شرایط آن زمان را ندارد و در نتیجه اثر آنچنانی از آن تمدنهای باستانی ناحیه، ماساژت‌ها و… باقی نماند. بعضی ازمنابع تاریخی، طایفه خونریز ماساژت را با قوم «یاجوج و ماجوج» یاد شده در تفاسیر تورات و قرآن یکی می‌دانند و به تصریح بعضی منابع تاریخی قوم «هفتالیان» که در شاهنامه فردوسی از آنان به‌کّرات یادشده را نیز باید جزء همین مردمان به‌شمار آورد. سکاهای ماساژت به سمت نواحی ماورای سیردریا درحوالی فرغانه گسترش داشتند و پس از گذشتن از کوه‌های «تیان‌شان» وارد سرزمین کاشغر شده، از آنجا سراسر ولایت کاشغر را به تصرّف درآوردند و با همسایه شدن با چینیان و ترکان آسیای مرکزی بتدریج با ایشان درآمیختند و نهایةً در آنها مضمحل شدند، بعضی از پژوهشگران این گمان را مطرح کرده‌اند که ماساژت‌ها در واقع همان اقوام تورانی مذکور در شاهنامه و سایر تواریخ ایرانی و عربی هستند؛ که بدین ترتیب «ترک» خوانده شده‌اند. واسیلی آبایف (Vasily Abaev) ایران‌شناس و زبان‌شناس گرجی (۱۹۰۰–۲۰۰۱م) در پژوهش گسترده‌ای که انجام داده، به این نتیجه رسیده است که نبرد ایرانیان و تورانیان در واقع نبرد بین دو بخش غربی و شرقی سکاها مهاجر (سکاهای ایرانی مهاجر به داخل فلات ایران و ترکی) بوده است. وی در ادامه به اسامی قهرمانان تورانی استناد می‌کند که همه ایرانی به نظر می‌رسند. او توران را متعلّق به سکاییان دانسته و یادآور شده است که نام‌هایی از این‌گونه در میان سکاییان حاکی از تبار آریایی ایشان است. آن دسته از سکاهای مهاجرت کرده به داخل فلات ایران، مانند سیستان و… در مقابل هجوم و ورود ترکان و ماساژت‌های همراه آنها، به فلات ایران تا مدتها سدّ محکمی در شرق ناحیهٔ اصلی ایران ایجاد کرده بودند و در برابر تجاوزات آنها به حدود شرقی ایران پایداری داشته‌اند که در بخش پهلوانی شاهنامه (یعنی داستانهای مربوط به رستم) نیز این موضوع بازتاب دارد.
شمال خوارزم در هزاره اول پیش از میلاد، از دو رود آمودریا و سیردریا بهره می‌گرفت و دارای جمعیتی فراوان بود. این منطقه به‌سوی شرق، تا چهارصد و پنجاه کیلومتر ادامه داشت و به منطقه‌ای می‌رسید که اکنون بیابان یا نیمه بیابان است. پاره‌ای از ماساژت‌ها در کوه‌ها، برخی در دشت‌ها و گروهی در باتلاق‌های تشکیل یافته از رودها و گروهی در جزایر واقع در میان باتلاق‌ها زندگی می‌کردند. این سرزمین بیش از همه به وسیله رود سیردریا سیراب می‌گردید که به شاخه‌های بی‌شمار تقسیم می‌گشت و به‌وسیله شاخه‌های دیگر خود وارد دریای دیگری در شمال می‌شد. در سده‌های چهارم و سوم پیش از میلاد، ماساژت‌ها سایر طوایف بیابان‌گرد آسیای مرکزی را مقهور خود کردند و دامنه قلمرو خود را تا کوه‌های «تیانشان» در حدود چین گسترش دادند.
ماساژت‌ها نیز هم از نظر تن‌پوش و پوشش و جامه و شیوه و روال زندگی به قوم‌وخویش‌های اسکیث خود شباهت زیادی داشتند و هم مانند اسکیت‌ها به‌صورت سواره جنگ می‌کردند و به هر دو شِگرد نبرد پیاده و سواره به خوبی آشنایی داشتند و با تیر و کمان نیز می‌جنگیدند. داریوش نخست هخامنشی، این قوم را شکست داد و تا آنجا که طوایفی از آنها را جزو ارتش خود قرارداد که نام آنها در سنگنبشته‌های وابسته به داریوش بزرگ یاد شده است. یکی از این قبایل آپ سکا (Apa Saka) به معنی سگاهای مجاور آب و دیگری تیگر خَئودا (Tigra khauda) به معنی دارندگان کلاه‌خود تیز نام‌داشتند.
این مردمان سکایی که تجربیات نزدیکی با کرانه‌های رودهای بزرگ سیر دریا و آمودریا (قزاقستان امروز) برای مدت‌های زندگی بسیار داشتند، در نبردهای دریایی سپاهیان داریوش نیز نقش بسیاری ایفا کردند.

### سکاهای مهاجر به داخل فلات ایران و سکاهای سیستان

دولت سکایی هند در بزرگ‌ترین گستره خود

پادشاهی سورن در نهایت گستره خود

برخی از طوایف سکایی نیز به درون پهنه مرکزی ایران روی آوردند و در کنارهٔ برخی جایگاه‌ها در نزدیکی طوایف ماد و پارس همسایه شدند. از مهم‌ترین تیره‌های سکایی مهاجر به درون پهنه ایران، هومَ ورگ (Saka haumavarga) یا «سکاهای نوشنده هوم» بودند که در منابع یونانی ازیشان زیر نام Amyrgaeans یادشده است. این تیره سکایی که در آغاز «به‌صورت قبیله‌ای در ارتفاعات بالای جیحون سکنی داشتند» به علّت برخورداری از مهارت برجسته در کمانداری به خدمت ارتش داریوش یکم نیز درآمدند. در حدود سال‌های ۱۳۰ ق. م و در عهد اشکانیان، همین طایفه‌های سکایی در جنوب شرقی ایران نیز در منطقه‌ای به نام «زرنگ» و «زرنج» نیز جای‌گیر بوده‌اند و فرماندهی آن ناحیه را نیز در دست گرفتند. زرنگ به دلیل بودن سکاها به «سکستان» (سگستان، سجستان، سیستان امروزی) نیز نام داشت. برخی احتمال داده‌اند که خاندان سام و زال و رستم مذکور در شاهنامه فردوسی درواقع همان سکاهای سکنی گزیده در پهنه ایران هستند که در ساتراپ «زرنگا» نیز زندگی می‌کرده‌اند.

### شاهان سکایی هند
از اقوام مهاجر سک که در بخش جنوب ایران ساکن گردیده بوده‌اند و در تماس پیوسته با حکومت‌های مجاور و ساختار سیاسی آنان، در نهایت خود آنها هم دست به تشکیل حکومت نیز زدند. نام اولین شاه سکایی هند، موگه می‌باشد که در کتیبه‌ها نام او ذکر شده است. جانشینی او را نیز اقوام اشکانی سکایی ایرانی بر عهده داشته‌اند که در منطقه ای به مرکزیت قندهار حکومت می‌کردند.

## فرهنگ سکایی و آداب و رسوم سکاها
سکاهای بیابان‌گرد درعین‌حال زرگری نیز می‌کرده‌اند، به باور گروهی، یونانی‌ها از سکاها این هنر را آموخته‌اند. البته باید توجه داشت که سکاها آثار هنری خود را به شکل قطعات قابل حمل که مقتضی زندگی بیابان‌گردی بود آفرینش می‌کردند. قطعاتی که به‌کار آراستن اسب‌ها و چادرها و ارابه‌ها و اسلحه نبرد می‌آمد. ماده اولیه این زیورآلات بیشتر طلا بود گرچه از آثار یافت شده از کورگان‌های سکایی زیورآلاتی از جنس فلزات برنز، نقره و آهن هم پیدا شده است.
سکاها به فرهنگ جادو و افسونگری وابسته بودند و از آداب‌ و رسوم جادو و افسونگری در امورات روزانهٔ خود بهره می‌گرفتند. غالب اشیاء آذینی که زرگران این قوم می‌ساختند پیکره‌هایی به شکل حیوانات و به‌ویژه اسب و گاو بود که چنین پیداست ساختن این پیکره‌ها کاربرد آیینی نیز داشته و افراد این تبار از پیکره‌های خود الهام گرفته و در نبردها با به‌کارگیری سلاح‌هایی آراسته به پیکره حیوانات، از آنها یاری می‌جستند.

### آیین خاکسپاری مردگان
سکاها آیین خاصی برای دفن مردگان داشته‌اند. در مراسم تدفین متوفّی رسم بر این بود که معمولاً همراه شاه متوفّی او را همراه با اسب به‌صورت ایستاده و آماده‌به‌خدمت، به خاک می‌سپردند و طلسم‌های بسیاری، همچون سم اسپان در گور به‌کار می‌بردند. البته همه این تجملات مدتی پس‌ از آنکه تشییع‌کنندگان محل را ترک می‌گفتند، مورد دستبرد دزدان قرار می‌گرفت و به خاطر زَرهای موجود در آنها به تاراج می‌رفت. به‌عنوان‌مثال در داستان سهراب شاهنامهٔ فردوسی، زمانی که رستم برای در خاک کردن فرزندش، دخمه‌ای مهیّا می‌کند، با آنکه تمایل دارد آن را با طلا و مشک بیاراید، با این استدلال که این تجملات پس از ترک محل، به تاراج می‌رود؛ تنها به آراستن آن با سم اسب، اکتفا می‌نماید. ویژگی‌های دخمه‌ای که فردوسی برای دفن رستم نیز بیان می‌کند بدین ریخت است که در جلوی دخمه گوری برای خاک‌سپاری رخش (اسب رستم) حفر، و پیکر اسب را نیز ایستاده در گور دفن می‌کنند. این‌گونه خاک‌سپاری و در خاک کردن اسب فرد سکایی در کنار وی به‌صورت ایستاده و چشم به راه سوار خویش، ازجمله رسوم سکایی بوده است.

### فرهنگ سکایی و سکاها در شاهنامه
در شاهنامه داستان‌های در پیوند با خاندان زال و رستم سیستانی، بنیان‌های سکایی و پارتی دارد. رایزنی رستم با رخش (اسبش) و نقش تعیین‌کننده این اسب درنبرد با دیوان، دقیقاً یادآور جایگاه مهم اسب در میان اقوام سکایی است. در داستان‌های شاهنامه فردوسی پیروزی‌های رستم وابسته به زیرکی و قدرت اسبش است و مرگ او زمانی فرا می‌رسد که به وضعیت اسبش بی‌اعتنایی می‌کند. آنچه از درونمایه داستان‌های رستم سیستانی و خاندان زال در شاهنامهٔ فردوسی متبادر می‌شود، آن است که رستم در عین وفاداری و فرمانبری از حکومت‌های مرکزی ایران در طی سال‌های متمادی و در عین التزام به جانبداری از ایرانیان در برابر هجوم دشمنان، اما در ناحیهٔ متعلق به خودش؛ برای خود خودسری تام قائل بوده است و همواره پس از پایان هر جنگی، برخلاف دیگر پهلوانان و فرماندهان ایرانی، همچون گیو و گودرز و طوس، رستم سگزی به جایگاه سرزمین خودش بازگشت نموده و فرمانروایی قلمرو خودش را از سر می‌گرفته است. رستم سیستانی به‌صورت پهلوانی بود که در زمان نبردها به یاری ایرانیان می‌شتابید، وانگهی از سپاه اصلی ایرانیان جدا بوده است.

## پادشاهی‌های سکایی
- شاهنشاهی اشکانی
- پادشاهی هندوسکایی
- خاندان سورن (پادشاهی سورن)
- سلسله اشکانی ارمنستان
- سلسله اشکانی ایبری

## جستارهای وبسته
- سکاها
- گرگ‌ها در فولکلور، دین و اساطیر
- سکاستان
- مردمان ایرانی
- سرمتیان
- ماساژت ها